# Stock Island
Stock Island ist ein census-designated place (CDP) im Monroe County im US-Bundesstaat Florida.
Das U.S. Census Bureau hat bei der Volkszählung 2020 eine Einwohnerzahl von 4722 ermittelt.

## Geographie
Der CDP Stock Island befindet sich auf der gleichnamigen Insel Stock Island, die den Florida Keys angehört. Sie liegt am Overseas Highway (U.S. Highway 1, Florida State Road 5) und grenzt direkt an Key West. Miami befindet sich rund 240 Kilometer entfernt.

## Demographische Daten
Laut der Volkszählung 2010 verteilten sich die damaligen 3919 Einwohner auf 1644 Haushalte. Die Bevölkerungsdichte lag bei 1687,8 Einw./km². 79,1 % der Bevölkerung bezeichneten sich als Weiße, 17,1 % als Afroamerikaner, 0,3 % als Indianer und 0,3 % als Asian Americans. 1,1 % gaben die Angehörigkeit zu einer anderen Ethnie und 1,9 % zu mehreren Ethnien an. 49,7 % der Bevölkerung bestand aus Hispanics oder Latinos.
Im Jahr 2010 lebten in 35,7 % aller Haushalte Kinder unter 18 Jahren sowie 21,8 % aller Haushalte Personen mit mindestens 65 Jahren. 64,6 % der Haushalte waren Familienhaushalte (bestehend aus verheirateten Paaren mit oder ohne Nachkommen bzw. einem Elternteil mit Nachkomme). Die durchschnittliche Größe eines Haushalts lag bei 2,72 Personen und die durchschnittliche Familiengröße bei 3,18 Personen.
24,7 % der Bevölkerung waren jünger als 20 Jahre, 29,3 % waren 20 bis 39 Jahre alt, 30,2 % waren 40 bis 59 Jahre alt und 15,8 % waren mindestens 60 Jahre alt. Das mittlere Alter betrug 37 Jahre. 52,9 % der Bevölkerung waren männlich und 47,1 % weiblich.
Das durchschnittliche Jahreseinkommen lag bei 39.151 $, dabei lebten 10,6 % der Bevölkerung unter der Armutsgrenze.
Im Jahr 2000 war Englisch die Muttersprache von 58,45 % der Bevölkerung, spanisch sprachen 40,58 % und 0,97 % sprachen französisch.